# Adinolepis apodema
Adinolepis apodema is een keversoort uit de familie Cupedidae. De wetenschappelijke naam van de soort is voor het eerst geldig gepubliceerd in 1987 door Neboiss.